# Licínia (vestal)
Licínia (en llatí Licinia) va ser una verge vestal, filla de Gai Licini Cras, tribú de la plebs el 145 aC.
El 123 aC va consagrar una capella en una plaça pública, però el col·legi de pontífex va declarar que en ser la plaça pública s'havia de fer la consagració sota ordre del poble i, per tant, era invalida i la capella s'havia d'enderrocar.
L'any 114 aC va ser acusada (junt amb altres dues vestals) d'incest. Segons sembla la verge vestal Emília va ser seduïda per un cavaller de nom Luci Veturi. Emília llavors va convèncer a les seves companyes Màrcia i Licínia de tenir relacions sexuals amb amics de Veturi. Màrcia es va limitar a tenir relacions amb un sol home, però Emília i Licínia ho van fer amb nombrosos amants. Finalment l'esclau Mani, que les ajudava en els seus afers, al no obtenir la llibertat ni cap recompensa pel seu silenci, les va delatar i va ser jutjades. El col·legi de pontífex presidit per Luci Cecili Metel va condemnar a Emília però va absoldre a Licínia i Màrcia. Llavors el tribú de la plebs Sext Peduceu va portar el cas davant dels comicis, que van sostreure el cas de la jurisdicció dels pontífexs i van nomenar Luci Cassi Longí per investigar l'afer. Finalment Licínia (defensada per Luci Licini Cras) va sercondemnada igual que Màrcia, i encara d'altres vestals. La severitat del judici no va agradar a l'opinió pública, que va protestar. Marc Antoni l'orador va ser acusat de ser un dels amants de les verges però el van absoldre. Per purificar l'estat per aquests sacrilegis es van fer diverses cerimònies i es va construir un temple en honor de Venus Verticòrdia, i es van cremar vius quatre homes al Forum Boarium (dos grecs i dos gals) segons manaven els llibres sibil·lins.
Aquesta història té certa importància, ja que demostra que en temps relativament antics les dames romanes d'alt rang ja havien adoptat els costum llicenciosos que van arribar més tard a ser encara més importats i van donar dones com Valèria Messal·lina.
Una altra vestal amb el nom de Licínia és mencionada més endavant. Va ser acusada de tenir relacions amb Marc Licini Cras Dives I el triumvir, al segle i aC, i probablement era la mateixa que va tenir relacions amb Luci Licini Murena (63 aC).